# Staatskanzler (Österreich)
Der Titel Staatskanzler wurde in der Habsburgermonarchie und im republikanischen Österreich verwendet.

## Monarchie
Von 1742 bis 1753 bekleidete das Amt Anton Corfiz Ulfeldt. Sein Nachfolger Wenzel Anton Graf Kaunitz war von 1753 bis 1792 als Haus-, Hof- und Staatskanzler für die österreichische Außenpolitik unter Maria Theresia, Joseph II. und Leopold II. verantwortlich. Die Monarchie war damals in ihrem westlichen Teil noch Bestandteil des Heiligen Römischen Reiches. Der Begriff Haus bezieht sich auf das Haus Habsburg, seit 1765, als Joseph II. Kaiser des Heiligen Römischen Reichs und Mitregent seiner Mutter Maria Theresia in Österreich wurde, auf das Haus Habsburg-Lothringen. Der Hof befand sich in Wien.
Im 1804 gegründeten Kaisertum Österreich trug Graf Klemens Wenzel Lothar von Metternich, ab 1813 Fürst Metternich, diesen Titel unter den Kaisern Franz I. und Ferdinand I. von 1821 bis zum Ausbruch der Revolution im März 1848. Seine Hauptaufgabe war zur Sicherung der Machtstellung der Monarchie ebenfalls die Außenpolitik. Seine antiliberale Politik, die auch von vielen anderen Staaten des Deutschen Bundes übernommen wurde, fasste man unter dem Begriff Metternichsches System zusammen.

## Republik
Bei der Gründung Deutschösterreichs am 30. Oktober 1918 wählten die Abgeordneten der Provisorischen Nationalversammlung Deutschösterreichs den Staatsrat als Exekutivausschuss und dieser die Staatsregierung Renner I, die vom sozialdemokratischen Staatskanzler Karl Renner geleitet und koordiniert wurde. Die Minister wurden als Staatssekretäre bezeichnet. Auf die Kabinette Renner II und Renner III folgte am 7. Juli 1920, wie koalitionär vereinbart, der Christlichsoziale Michael Mayr als Staatskanzler (Staatsregierung Mayr I).
Als am 10. November 1920 das föderalistisch angelegte Bundes-Verfassungsgesetz in Kraft trat, wurde Mayr erster  Bundeskanzler (siehe Bundesregierung Mayr II); die bisherigen Staatssekretäre wurden nun als Bundesminister bezeichnet, die bisherigen Unterstaatssekretäre als Staatssekretäre. Diese Funktionsbezeichnungen waren bis zum 13. März 1938 in Gebrauch.
Am 27. April 1945 wurde die Republik Österreich mit der  Unabhängigkeitserklärung wiedererrichtet. Die drei beteiligten Parteien, ÖVP, SPÖ und KPÖ, setzten am gleichen Tag die Provisorische Staatsregierung ein, die wieder von Karl Renner als Staatskanzler geleitet wurde. Am 19. Dezember 1945 trat das Bundes-Verfassungsgesetz wieder in volle Wirksamkeit; Renner wurde zum Bundespräsidenten gewählt und ernannte Leopold Figl (ÖVP) am 20. Dezember 1945 zum ersten Bundeskanzler der Zweiten Republik (Bundesregierung Figl I).